# Шабан-Дельмас (стадіон)
Стад Шабан-Дельмас (фр. Stade Chaban-Delmas) — спортивний комплекс в місті Бордо у Франції. Стадіон до 2015 року був домашньою ареною для футбольного клубу Жиронден де Бордо.

## Історія
Стадіон був побудований як гоночний трек, на ньому проводились змагання в 1935 році. Пізніше стадіон використовувався під час чемпіонаті світу з футболу 1938 року. Це був перший стадіон у світі, на якому покриття трибун побудовано без підтримуючих їх стовпів, які заважають спостерігати за матчами. У Бордо стадіон отримав статус історичної будівлі. Реконструювати дах стадіону було складно, тому на колишніх велосипедних доріжках було побудовано нові місця просто неба. У 2007 році на стадіоні пройшов чемпіонат світу з регбі, в зв'язку з цим тут були встановлені додатково два великі екрани. Кожний з яких мав 37 кв. м.

## Назва
Перед 2001 роком, стадіон носив назву «Парк Лескюр», від назви поля на якому було побудовано цей стадіон. Слово Лескюр виводиться від слова д'Ескюр, трансформація від «де Кюр» (фр. des Cures), частини назви каплиці Сен-Лоран-де-Кюр-ле-Бурду (фр. Saint-Laurent-des-Cures-lès-Bourdeaus), яка раніше становила характерну особливість цілої області . Назву «Парк Лескюр» було змінено в 2001 році на честь відомого французького політика Жака Шабан-Дельмаса, який протягом багатьох років займав пост мера міста Бордо. Шабан-Дельмас був також професійним тенісистом і регбістом.

## Чемпіонат світу з футболу 1938
Під час чемпіонату на стадіоні було проведено два матчі — матч за чвертьфінал та матч за третє місце. У той час місткість стадіону становила 25 000 осіб.
- Бразилія 2:1 Чехословаччина (чвертьфінал)
- Швеція 2:4  Бразилія (матч за 3-є місце)

## Чемпіонат світу з футболу 1998
На стадіоні пройшли п'ять групових матчів і один матч плей-офф.
.
- Італія 2:2  Чилі (11 червня 1998, група В)
- Шотландія 1:1  Норвегія (16 червня 1998, група А)
- Бельгія 2:2  Мексика (20 червня 1998, група Е)
- Саудівська Аравія 2:2  Південно-Африканська Республіка (24 червня 1998, група С)
- Аргентина 1:0  Хорватія (26 червня 1998, група Н)
- Румунія 0:1  Хорватія (30 червня 1998, 1/8 фіналу)

## Чемпіонат світу з регбі 2007
У 2007 році на стадіоні пройшли такі матчі:
Група В:
- Канада 12:12  Японія (25 вересня 2007)
- Канада 6:37  Австралія (29 вересня 2007)

Група Д:
- Ірландія 32:17  Намібія (9 вересня 2007)
- Ірландія 14:10  Грузія (9 вересня 2007)

## Фінальні матчі проведені на стадіоні Шабан-Дельмас
| Дата           | Чемпіонат                 | Переможець            | Результат | Фіналіст            | Стадіон                | Вболівальники |
| 27 квітня 1924 | Чемпіонат Франції з регбі | Тулуза                | 3:0       | Перпіньян           | [Шабан-Дельмас, Бордо  |               |
| 2 травня 1926  | Чемпіонат Франції з регбі | Тулуза                | 11:0      | Перпіньян           | Шабан-Дельмас, Бордо   |               |
| 18 травня 1930 | Чемпіонат Франції з регбі | Ажен                  | 4:0       | Кійон               | Шабан-Дельмас]], Бордо |               |
| 10 травня 1931 | Чемпіонат Франції з регбі | Тулон                 | 6:3       | Ліонн               | Шабан-Дельмас]], Бордо |               |
| 5 травня 1932  | Чемпіонат Франції з регбі | Ліон                  | 9:3       | Нарбонн             | Шабан-Дельмас]], Бордо |               |
| 7 травня 1933  | Чемпіонат Франції з регбі | Ліон                  | 10:3      | Нарбонн             | Шабан-Дельмас]], Бордо |               |
| 22 травня 1955 | Чемпіонат Франції з регбі | Перпіньян             | 11:6      | Лурд                | Шабан-Дельмас]], Бордо | 39 764        |
| 24 травня 1959 | Чемпіонат Франції з регбі | Рейсінг Клаб де Франс | 8:3       | Стад Монтуа         | Шабан-Дельмас]], Бордо | 31 098        |
| 2 червня 1963  | Чемпіонат Франції з регбі | Стад Монтуа           | 9:6       | Дакс                | Шабан-Дельмас]], Бордо | 39 000        |
| 28 травня 1967 | Чемпіонат Франції з регбі | Монтобан              | 11:3      | Бордо-Бегль Жиронда | Шабан-Дельмас]], Бордо |               |
| 16 травня 1971 | Чемпіонат Франції з регбі | Безьє Еро             | 15:9      | Тулон               | Шабан-Дельмас]], Бордо | 25 737        |
| 31 січня 1998  | Кубок Хайнекен            | Баз                   | 19:18     | Брів                | Шабан-Дельмас]], Бордо | 36 500        |
| 27 травня 2007 | Про Д2                    | Дакс                  | 22:16     | Стад Рошель         | Шабан-Дельмас]], Бордо |               |
| 27 травня 2012 | Про Д2                    | Стад Монтуа           | 29:20     | Сексьйон Палуаз     | Шабан-Дельмас]], Бордо | 23 928        |
| 19 травня 2013 | Про Д2                    | Брів                  | 30:10     | Сексьйон Палуаз     | Шабан-Дельмас]], Бордо | 33 175        |
| 25 травня 2014 | Про Д2                    | Стад Рошель           | 31:22     | Ажен                | Шабан-Дельмас]], Бордо | 33 262        |

## Цікаві факти
- Що року на стадіоні проводиться півфінал змагання Топ 14
- Стадіон обслуговується трамвайною лінією Бордо і вокзалом «Шабан Дельмас»
- Тунель, що з'єднує роздягальні гравців з полем, є найдовшим в Європі (120 м)